# Bisdom Escuintla
Het bisdom Escuintla (Latijn: Dioecesis Escuintlensis) is een rooms-katholiek bisdom met als zetel Escuintla, in Guatemala. Het bisdom is suffragaan aan het aartsbisdom Santiago de Guatemala. 

## Geschiedenis
Het bisdom werd opgericht op 9 mei 1969, als de territoriale prelatuur Escuintla, uit delen van het aartsbisdom Guatemala. Op 28 juli 1994 werd het verheven tot bisdom. 

## Parochies
Het bisdom had in 2021 een oppervlakte van 4.384 km2 en telde 1.637.952 inwoners waarvan 77,0% rooms-katholiek was.

## Ordinarii

### Prelaten
- José Julio Aguilar García (9 mei 1969 - 2 november 1972)
- Mario Enrique Ríos Montt (13 juli 1974 - 3 maart 1984)
  - José Ramiro Pellecer Samayoa (apostolisch administrator: 1982 - 10 mei 1986)

### Bisschoppen
- Fernando Claudio Gamalero González (prelaat: 13 maart 1986, bisschop: 28 juli 1994 - 3 april 2004)
- Victor Hugo Palma Paúl (3 april 2004 - heden; coadjutor sinds 14 juli 2001)

## Galerij van afbeeldingen

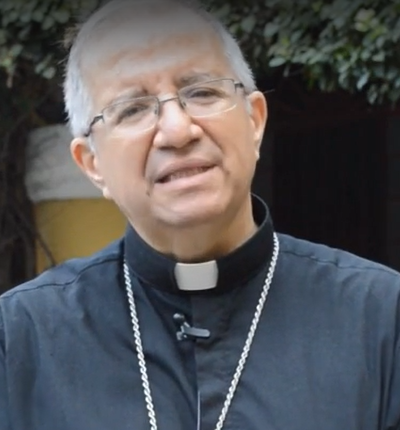
Bisschop Victor Hugo Palma Paúl (2004-heden)
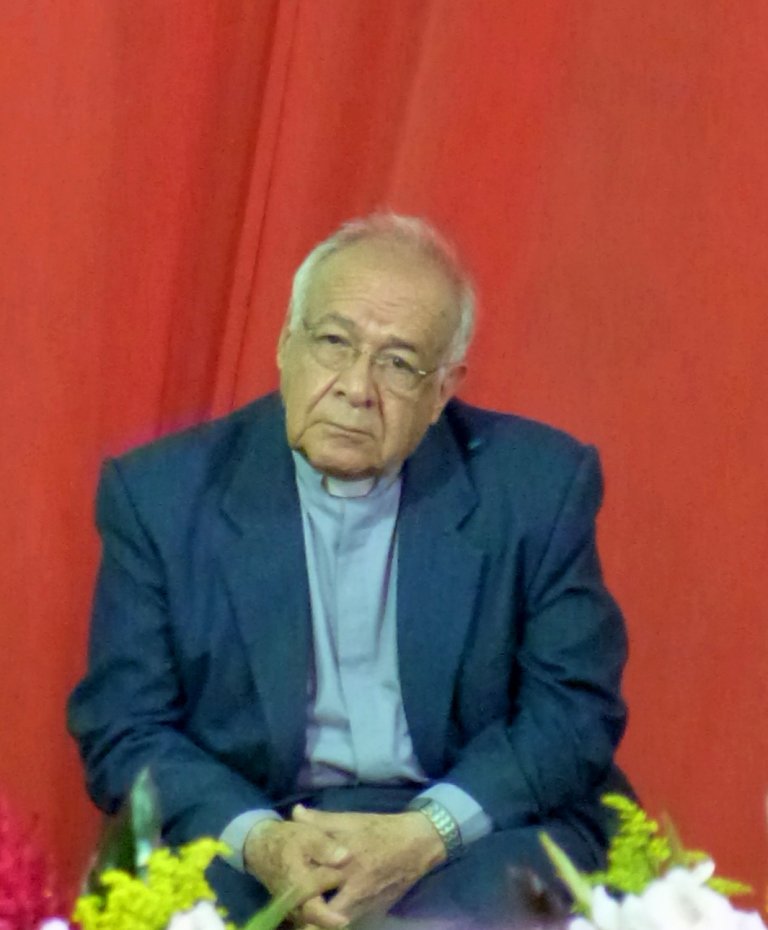
Prelaat Mario Enrique Ríos Montt (1974-1984)